# Otto Heinzelmann
Otto Heinzelmann (* 21. Februar 1852 in Binz auf Rügen; † 7. Juli 1930 in Hannover) war ein deutscher Buchhändler, der auch mit eigenen Publikationen hervortrat.

## Leben
Geboren 1852 als Sohn eines Gutsherrn auf der Insel Rügen, durchlief Otto Heinzelmann eine Lehre als Buchhändler in Stralsund bei Siegmund Bremer, bevor er zunächst als Angestellter erst bei Friedrich Volckmar in Leipzig, dann bei Moritz Rudolphi in Hamburg arbeitete. Anschließend ging er nach Hannover, wo er Mitarbeiter in der Kunsthandlung Carl Hahnes in der Georgstraße 17 wurde.
Gemeinsam mit dem Buchhändler Otto Sachse gründete er 1880 das Unternehmen Sachse & Heinzelmann als Buch- und Kunsthandlung in dem Eckhaus Georgstraße Ecke Windmühlenstraße.
Nach Sachses Ausscheiden kaufte Heinzelmann das von dem Architekten und Bauherrn Ferdinand Wallbrecht errichtete Gebäude Georgstraße 22 Ecke Ständehausstraße und verlagerte sein Geschäft unter Beibehaltung des Firmennamens dorthin.

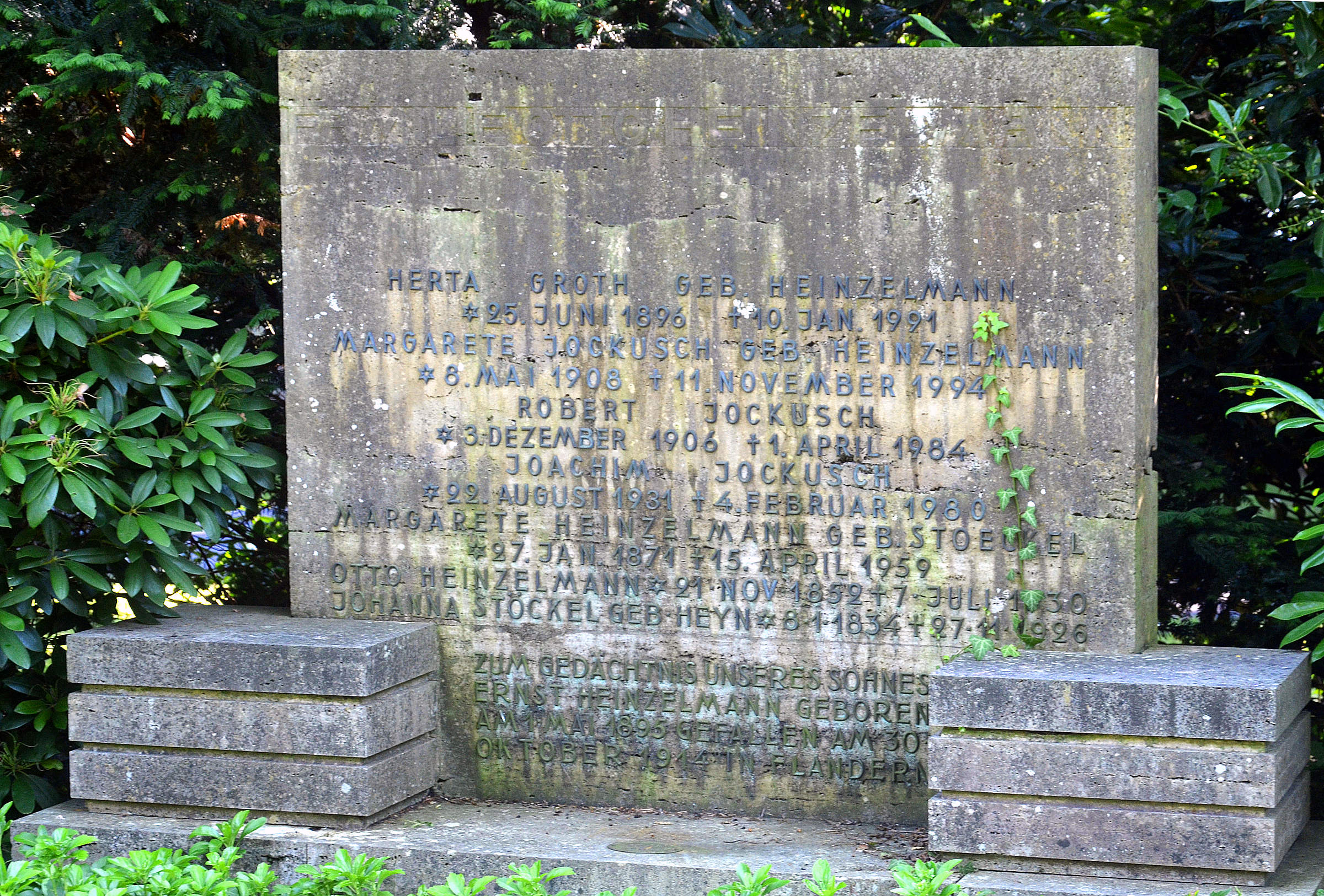
Grabmal der Familie, darunter auch Margarethe Jockusch, auf dem Stadtfriedhof Engesohde

1894 heiratete Heinzelmann Margarete Stoeckel, die Tochter eines im damaligen Königsberg tätigen Juristen. Vier Jahre später trat der erst 20 Jahre alte Robert Jockusch (der Ältere) aus Cotta bei Dresden in das Unternehmen ein, lehnte jedoch eine Teilhaberschaft ab und ging 1906 nach Wilhelmshaven, um dort unter eigenem Namen einen Sortimentsbuchhandel mit Kunst-, Musikalien- und Papierwarenhandel in Verbindung mit einem Schreibwarengeschäft zu eröffnen.
Unterdessen hatte Otto Heinzelmann bereits 1904 mit B. Betke einen anderen Teilhaber gefunden, mit dem er das Unternehmen in eine GmbH umwandelte, in die 1909 Adolf Seemeyer als weiterer Teilhaber eintrat.
Schon zuvor war Otto Heinzelmann 1907 dem Hannoverschen Künstlerverein beigetreten.
1926 trat Robert Jockusch der Jüngere 1926 zunächst als Gehilfe in die Buchhandlung Sachse & Heinzelmann ein. Im Todesjahr des Unternehmensgründers heiratete er Heinzelmanns Tochter Margarethe. Das Ehepaar führte Sachse & Heinzelmann fort.
Das Grabmal Otto Heinzelmanns findet sich auf dem Stadtfriedhof Engesohde.